# Villa Sports Club
Maillots
Actualités
Le Villa Sports Club (ex Nakivubo Villa SC) est un club ougandais de football basé à Kampala. C'est le club le plus titré du pays, avec 17 Championnat d'Ouganda et 9 Coupe d'Ouganda. C'est également la seule équipe ougandaise à avoir disputé deux finales continentales (une en Coupe des clubs champions en 1991, l'autre l'année suivante en Coupe de la CAF).

## Palmarès
- Championnat d'Ouganda (17)  (record) :
  - Champion : 1982, 1984, 1986, 1987, 1988, 1989, 1990, 1992, 1994, 1998, 1999, 2000, 2001, 2002, 2003, 2004, 2024

- Coupe d'Ouganda (9)
  - Vainqueur : 1983, 1986, 1988, 1989, 1998, 2000, 2002, 2009, 2015
  - Finaliste : 2001

- Supercoupe d'Ouganda
  - Finaliste : 2015

- Coupe Kagame (3)
  - Vainqueur : 1987, 2003, 2005
  - Finaliste : 1991, 1993, 1999, 2008

- Ligue des champions de la CAF
  - Finaliste : 1991

- Coupe de la CAF
  - Finaliste : 1992